# Вільямс (Індіана)
Вільямс (англ. Williams) — переписна місцевість (CDP) в США, в окрузі Лоуренс штату Індіана. Населення — 229 осіб (2020).

## Географія
Вільямс розташований за координатами 38°49′6″ пн. ш. 86°38′14″ зх. д. / 38.81833° пн. ш. 86.63722° зх. д. (38.818283, -86.637114).  За даними Бюро перепису населення США в 2010 році переписна місцевість мала площу 9,27 км², з яких 9,26 км² — суходіл та 0,01 км² — водойми.

## Демографія
Згідно з переписом 2010 року, у переписній місцевості мешкало 286 осіб у 116 домогосподарствах у складі 85 родин. Густота населення становила 31 особа/км².  Було 134 помешкання (14/км²).
Расовий склад населення:
| - 96,9 % — білих - 0,7 % — азіатів - 0,3 % — корінних американців |

До двох чи більше рас належало 2,1 %. Частка іспаномовних становила 0,3 % від усіх жителів.
За віковим діапазоном населення розподілялося таким чином: 23,1 % — особи молодші 18 років, 64,0 % — особи у віці 18—64 років, 12,9 % — особи у віці 65 років та старші. Медіана віку мешканця становила 41,0 року. На 100 осіб жіночої статі у переписній місцевості припадало 107,2 чоловіків;  на 100 жінок у віці від 18 років та старших — 105,6 чоловіків також старших 18 років.
Середній дохід на одне домашнє господарство  становив 47 939 доларів США (медіана — 43 139), а середній дохід на одну сім'ю — 47 939 доларів (медіана — 43 139). За межею бідності перебувало 27,0 % осіб, у тому числі 0,0 % дітей у віці до 18 років та 0,0 % осіб у віці 65 років та старших.
Цивільне працевлаштоване населення становило 192 особи. Основні галузі зайнятості: науковці, спеціалісти, менеджери — 39,1 %, будівництво — 30,7 %, освіта, охорона здоров'я та соціальна допомога — 23,4 %.